# Fonds Molière de la Bibliothèque de Toulouse
 (janvier 2010).
Si vous disposez d'ouvrages ou d'articles de référence ou si vous connaissez des sites web de qualité traitant du thème abordé ici, merci de compléter l'article en donnant les références utiles à sa vérifiabilité et en les liant à la section « Notes et références ».

Façade de la bibliothèque d'étude et du patrimoine de Toulouse (rue de Périgord) conçue par l'architecte de la ville de Toulouse Jean Montariol en 1935.

Le Fonds Molière de la Bibliothèque de Toulouse est conservé à la Bibliothèque d'étude et du patrimoine. Il a été légué en 1921 par Eugène Lapierre (1834-1923), ancien bibliothécaire de la ville. Le fonds se compose d'une remarquable collection d'éditions de Molière, illustrées, du XVIIe au début du XXe siècle, ainsi qu'une somme bibliographique relative à sa vie et son œuvre. On y trouve également un portefeuille très nourri de 700 estampes moliéresques. Cet ensemble exceptionnel, qui comporte plus de 3700 planches d'illustration, constitue un des plus précieux fonds spécialisés de la Réserve.

## Historique du Fonds Molière

### Eugène Lapierre et sa passion pour Molière

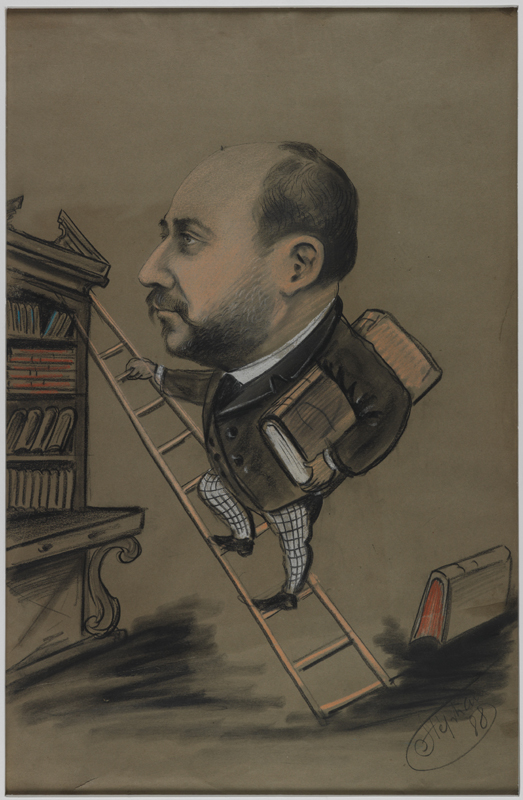
Caricature d'Eugène Lapierre, datée de 1888.

Eugène Lapierre naît à Toulouse le 7 août 1834. Tout en poursuivant des études de droit jusqu’en 1835, il s’adonne à la critique théâtrale, tout en écrivant des textes pour l’Académie des Jeux floraux qui lui accorde une mention en 1858 et en collaborant au Journal de Toulouse sous forme de « bulletins dramatiques ». Sa passion pour Molière s’affirme alors. Il entre aux Archives Départementales comme archiviste-adjoint le 11 août 1859. Utilisant les fonds de son lieu de travail, il publie maints écrits historiques sur Toulouse dans la Revue de Toulouse, de 1860 à 1869. Il rejoindra les archives du Parlement de Toulouse de 1866 à 1882.
Il succède alors, en mai 1882 au bibliothécaire Henri Pont à la « Bibliothèque de la Ville » : il va alors développer et mettre au point un fonds toulousain, publier un catalogue sommaire du fonds pyrénéen en 1887, élargir les horaires d’ouverture et confirmer sa passion pour Molière. Il y reste jusqu’en juillet 1892.
A l’âge de 61 ans, il épouse Eléonore Gay avec laquelle sa maison de la rue des Fleurs devient un salon où se cultivent les Lettres et les Arts. Sa retraite est consacrée à ses études sur Molière, et à son second grand amour, les fleurs. Il publie la plus grande partie de ses écrits dans les Mémoires de l’Académie des Sciences, Inscriptions & Belles Lettres de 1896 à 1903. Il réunit tout ce qui touche à son auteur favori : lettres, articles de presse, gravures. Se forme ainsi peu à peu cette collection d’éditions, d’estampes, de portraits de rapportant à Molière : il créera même, dans sa maison, un salon des portraits de Molière dont la Bibliothèque de Toulouse conserve l'inventaire manuscrit...
Sa collection est ainsi matière à travaux qui le rendent un des moliéristes des plus compétents. Il étudie l’iconographie et la valeur des diverses éditions, et reconnaît que les éditions de Toulouse sont parmi les plus mauvaises : il proteste vivement en 1922 lorsque certains journaux toulousains disent le contraire. Sur ses vieux jours, il s’attache à découvrir « le vrai portrait de Molière ». Des deuils successifs assombrissent sa vie, il pense déjà à se défaire de sa collection. Une exposition consacrée au tricentenaire de Molière a lieu au Capitole en 1922, salle Henri Martin : bien que gravement malade, c’est à cette occasion qu’il connaît ses dernières joies.
Il meurt en décembre 1923 après avoir fait don de sa collection à divers établissements culturels toulousains, dont la Bibliothèque, qui hérite de sa remarquable collection d’éditions de Molière, illustrées, du XVIIe au XIXe siècle, ainsi qu’une somme bibliographique relative à sa vie et à son œuvre, auxquelles il joint un portefeuille très nourri d’estampes moliéresques (700 planches environ).

## Quelques richesses du Fonds Molière

### Éditions duXVIIesiècle

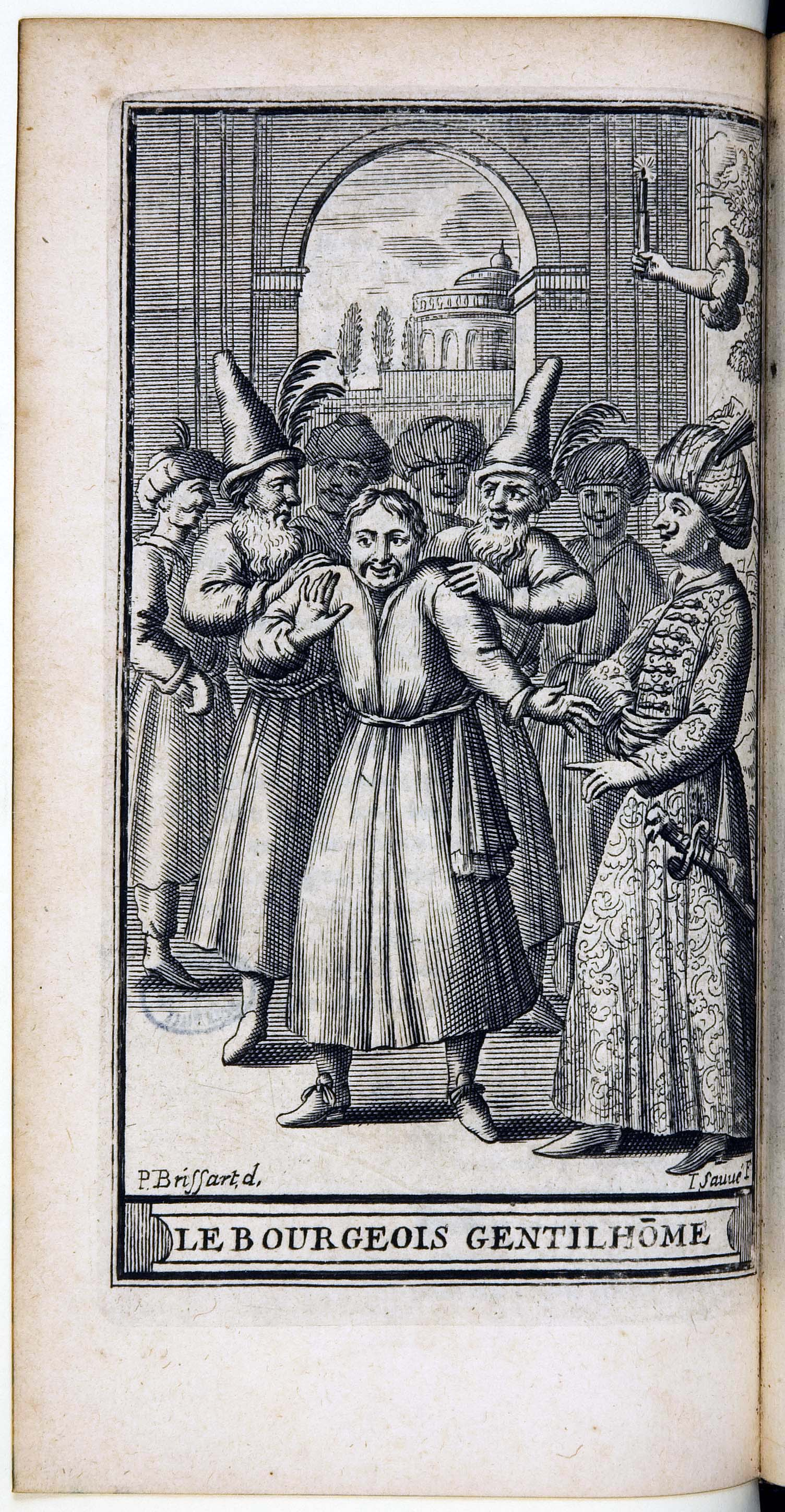
Frontispice du Bourgeois Gentilhomme de l'édition de 1682, par Pierre Brissart.

- Les Œuvres de Monsieur de Molière. Reveües, corrigées & augmentées. Enrichies de figures en Taille-douce, Paris, Thierry, Barbin et Trabouillet, 1682. 
Cette édition en 8 tomes est la première réunion des œuvres complètes de Molière. Les deux derniers tomes portent pour titre Les Œuvres posthumes de M. de Molière. On peut également noter la présence de 30 planches d'illustration de Pierre Brissart gravées sur cuivre, qui fournissent des éléments importants sur la mise en scène et les costumes de l'époque.
- Les Œuvres de Monsieur de Molière. Revuës, corrigées & augmentées., Toulouse, Dupuy, Desclassan & Caranove, 1697.
Il s'agit de l'une des trois éditions toulousaines des œuvres de Molière ayant été publiées à la fin du XVIIe siècle. Elles se trouvent toutes trois dans le Fonds Molière.

### Éditions duXVIIIesiècle
- La vie de M. de Molière, Paris, chez Jacques Le Febvre, 1702. 
Cet ouvrage est l'édition originale de la première biographie complète consacrée à Molière, par Grimarest. Elle sera par la suite reprise en préambule à de nombreuses éditions.
- Les œuvres de Monsieur de Molière. Nouvelle édition, Revue, corrigée & augmentée d'une Nouvelle Vie de l'Auteur, & de la Princesse d'Elide,..., Amsterdam, Wetstein & Smith, 1741. 
Cette édition elzévirienne est conservée par la Bibliothèque dans une très belle reliure en maroquin rouge (XIXe siècle), signée Chambolle-Duru, aux armes du baron de Lagondie : dos à nerfs ornés, triple filet doré sur les plats, dentelle intérieure, gardes couleur en papier marbré...

### Éditions duXIXesiècle
- Œuvres complètes de Molière revues sur les textes originaux par Adolphe Régnier. Paris : Imprimerie Nationale, 1878.

Cette édition en cinq tomes, enrichie par Eugène Lapierre, contient plus de 500 planches d'illustrations des pièces de Molière, du XVIIe au XIXe siècle.